# Agonum robustum
Agonum robustum är en skalbaggsart som beskrevs av Victor Ivanovitsch Motschulsky. Agonum robustum ingår i släktet Agonum och familjen jordlöpare. Inga underarter finns listade i Catalogue of Life.